# Laurie Glimcher
Laurie Glimcher est une immunologiste américaine. Elle est la doyenne du Weill Medical College où elle enseigne la médecine et dirige ses recherches,. Elle a reçu le prix L'Oréal-Unesco pour les femmes et la science en 2014 pour ses travaux majeurs sur l’identification d’un facteur clé du contrôle immunitaire (aussi connu sous le nom T-bet pour désigner les T-box exprimés dans les Lymphocyte T) dans les allergies et les maladies auto-immunes, infectieuses ou malignes,. Elle est membre de l'académie nationale des sciences depuis 2002. Elle a été nommée directrice du Dana–Farber Cancer Institute en février 2016, elle remplacera  Dr. Edward J. Benz en décembre 2016